# Sammlung Achim Freyer
Die Sammlung Achim Freyer ist eine private Kunstsammlung des deutschen Künstlers, Regisseurs und Kunstsammlers Achim Freyer, die sich in einer Gründerzeitvilla in dem Villenviertel Lichterfelde West im Berliner Ortsteil Lichterfelde des Bezirks Steglitz-Zehlendorf befindet. Bestandteile der Sammlung sind größtenteils Gemälde des 19. bis 21. Jahrhunderts.
Zu den bedeutenden Künstlern, deren Werke in der Sammlung vertreten sind, zählen Henri Matisse, Pablo Picasso, Alberto Giacometti, Joan Miró, Salvador Dalí, Andy Warhol, Marc Chagall, Max Liebermann, Joseph Beuys, Neo Rauch, Georges Braque, Georg Baselitz, Hans Arp, Damien Hirst, Pierre Bonard, Käthe Kollwitz, Ernst Ludwig Kirchner, Roy Lichtenstein. Daneben finden sich Werke der Art brut, die in der Petersburger Hängung neben den großen Meistern kuratiert sind.

## Kunsthaus der Achim-Freyer-Stiftung
Das „Kunsthaus“ der Achim-Freyer-Stiftung befindet sich in einer Privatvilla in Berlin-Lichterfelde West und wurde 2013 eröffnet. Die Villa wurde 1893 von dem Architekten Georg Böhm als Teil der Villenkolonie Lichterfelde in Fachwerkbauweise errichtet.
Aktuell finden hier Führungen, Vernissagen und Auktionen statt.
Das Haus wird auch als Forschungsstätte für Kunstwissenschaftler, Künstler, Studierende und die  Öffentlichkeit genutzt. Im Souterrain des Hauses wurde ein Bilderarchiv eingerichtet.

## Freundeskreis
Der Freundeskreis der Achim-Freyer-Stiftung wurde 2016 gegründet und ermöglicht die Führungen durch das Berliner Kunsthaus sowie Ausstellungen zur Förderung junger, unbekannter oder in Vergessenheit geratener Künstler und Künstlerinnen zeitgenössischer Kunst.

## Ausstellungen und Veranstaltungen
- 2013: Der Ring in Los Angeles – Monika Rittershaus und Achim Freyer
- 2013/2014: Achim Freyer – Mauer Fall
- 2014/2015: Achim Freyer – Wege und Irrwege
- 2015: Moritz Nitsche: ..,-
- 2015/2016: Jenseits des Mondes – Art Brut. Meisterwerke aus dem Untergrund
- 2016: Gegen den Strich – Achim Freyer. 60 Jahre Zeichnen
- 2016/2017: Horst Bartning Konkret – Arbeiten aus den Jahren 1960–2016
- 2017: Hans Scheib – Rundum
- 2017: 4 Positionen 1 – Am Anfang War Das Wort Am.
- 2018: Haus Cajeth zu Gast mit Art Brut
- 2018: 4 Positionen A.F.
- 2018: Künstler*innen erinnern Revolution
- 2018/2019: Ilona Freyer – Das Werk
- 2021: Beuys zum Hundertsten
- 2021: Mit eigenem Blick